# Santa Rosa do Purus
Santa Rosa do Purus là một đô thị thuộc bang Acre, Brasil. Đô thị này có diện tích 3305 km², dân số năm 2007 là 5981 người, mật độ 0,46 người/km².